# Lars Bohinen
Lars Bohinen, né le 8 septembre 1969 à Vadsø (Norvège), est un footballeur norvégien, qui évoluait au poste de milieu de terrain à Nottingham Forest et en équipe de Norvège. Il s'est reconverti comme entraîneur.
En 2011 il participe à la 7e saison de Skal vi danse?, la version norvégienne de Danse avec les stars. 
Son fils, Emil Bohinen, est également footballeur professionnel.

## Palmarès

### En équipe nationale
- 49 sélections et 10 buts avec l'équipe de Norvège entre 1989 et 1999.
- Participation à la coupe du monde 1994.